# Eurosa
Sous-genre
Classification phylogénétique
Eurosa est un sous-genre de plantes à fleurs du genre Rosa (rosiers et églantiers) et de la famille des Rosaceae. C'est l'un des quatre sous-genres mais de loin le plus important, il regroupe la grande majorité des espèces du genre.

## Origine et distribution
Les rosiers du sous-genre Eusosa sont distribués dans presque toute l'aire de diffusion du genre Rosa : Europe, Asie et Amérique du Nord.

## Subdivisions
Ce sous-genre se subdivise en 11 sections :
- Banksianae, rosiers à fleurs blanches et jaunes de Chine,
- Bracteatae, trois espèces asiatiques, dont deux de Chine et une d'Inde,
- Caninae, espèces à fleurs roses et blanches d'Asie, d'Europe et d'Afrique du Nord,
- Carolinae, rosiers à fleurs blanches, roses et rose brillant d'Amérique du Nord,
- Chinenses, rosiers à fleurs blanches, roses, jaunes, rouges et multicolores de Chine et de Birmanie,
- Cinnamomeae, les rosiers « cannelle », rosiers à fleurs blanches, roses, lilas, myrtille et  rouges présents dans toute l'aire de diffusion du genre sauf l'Afrique du Nord,
- Gallicanae, rosiers à fleurs rose à pourpre ou panachées d'Asie occidentale et d'Europe,
- Gymnocarpae, petit groupe d'espèces se différenciant par le réceptacle caduc sur le fruit ; une espèce vient d'Amérique du Nord (Rosa gymnocarpa), les autres d'Asie orientale,
- Laevigatae, une seule espèce à fleurs blanches originaire de Chine,
- Pimpinellifoliae, rosiers à fleurs blanches, roses, jaune brillant, mauves et rose panaché d'Asie et d'Europe,
- Synstylae, rosiers à fleurs blanches, roses et pourpres de toute l'aire de diffusion du genre.